# Juan Jorge I de Sajonia
Juan Jorge I, elector de Sajonia (Dresde, 5 de marzo de 1585-Dresde 8 de octubre de 1656) fue Elector de Sajonia, conde palatino y Margrave de Meissen y Mísnia desde 1611, miembro de la Casa de Wettin.

## Vida
Juan Jorge I fue hijo del elector de Sajonia Cristian I y de Sofía de Brandeburgo, sucesor de su hermano Cristián II.
Producido el saqueo de Magdeburgo, se alió con Suecia en 1631 contra el emperador católico del Sacro Imperio Romano Germánico.
Firmó la paz de Praga, con el emperador Fernando II, recibiendo a cambio de luchar desde 1635 contra suecos y franceses en la guerra de los Treinta años, la Alta y Baja Lusacia.

## Matrimonios e hijos
Contrajo matrimonio en Dresde, en 1604, con Sibila Isabel de Wurtemberg (1584-1606), hija del duque Federico; matrimonio del cual no hubo descendencia.
Tras enviudar, se casó el 19 de julio de 1607 con la princesa Magdalena Sibila de Prusia (Königsberg, 1587-1659), hija del duque Alberto de Prusia. Tuvieron 9 hijos:
- Sofía Leonor (Dresde, 1609-1671). Casada con Jorge II de Hesse-Darmstadt.
- María Isabel (Dresde, 1610-Husum, 1684). Casada con el duque Federico III de Oldemburgo, duque de Schleswig-Holstein-Gottorp.
- Cristián (nacido y muerto en 1612).
- Juan Jorge II (1613-1680), elector de Sajonia.
- Augusto (Dresde, 1614-1680), Duque de Sajonia-Weissenfels, fundador da Casa de Sajonia-Weissenfels, extinta en 1746.
- Cristián I (Dresde, 1615- Merseburgo, 1691). Duque de Sajonia-Merseburgo en 1657, fundador de la Casa de Sajonia-Merseburgo, extinta en 1738.
- Magdalena Sibila (Dresde, 1617- Altenburgo, 1668).
- Mauricio (Dresde, 28 de marzo de 1619- 4 de diciembre de 1681, Moritzburg an der Elster). Duque de Sajonia-Zeitz en 1657 y fundador de la Casa de Sajonia-Zeitz. Casó con la princesa Sofía Eduviges de Holstein-Glucksburg (1630-1652), hija de Felipe, duque de Glücksburg, teniendo dos descendientes, y después con la princesa Dorotea María de Sajonia-Weimar, hija del duque Guillermo. Tuvo 10 descendientes. Se casó por tercera vez con la princesa Sofía Isabel de Schleswig-Holstein-Sonderburg-Wiesenburg (1653-1684), hija del duque Felipe. Tuvieron 12 hijos.